# Pieter de Jode II
Pieter II de Jode (Antwerpen, 1596 - Antwerpen, 1674) was een Vlaams graveur.

## Biografie
Pieter II de Jode werd geboren in Antwerpen als zoon van Pieter de Jode I. Zijn oeuvre wordt vaak verward met dat van zijn vader. Hun stijlen leunen dicht bij elkaar aan. Naargelang de ontwikkeling van de carrière van Pieter II de Jode, ondergingen zijn gravures een stijlverandering. De graveur trachtte een meer schilderachtige stijl te evenaren.   
In 1628/ 1629 werd hij vrijmeester.

## Gravures
- ‘Aanbidding van de Herders’ naar Jacob Jordaens.
- ‘Renaud en Armide’ naar Antoon van Dyck.
- ‘Sint Augustinus’ naar Antoon van Dyck.
- ‘Portret van Theodoor Van Thulden’
- ‘Visitatie’ naar Peter Paul Rubens (uit 1632). De gravure was geen exacte overname van het schilderij. Rubens maakte een aangepaste schets die terug voldeed aan zijn artistieke doelstellingen.